# スタノセン
スタノセン(Stannocene)は、有機スズ化合物の1つで、化学式はSn(C5H5)2である。メタロセンの一つで、塩化スズ(II)とシクロオクタテトラエニドナトリウムから効率的に作ることができる。フェロセンとは異なり、2つのシクロペンタジエニル環は、平行ではない。